# Киосев, Владимир Иванович
Владимир Иванович Кио́сев (1919—2006) — заслуженный работник народного хозяйства Карельской АССР (1979), Герой Социалистического Труда (1959).

## Биография
Родился в семье сельских учителей, болгарин. Окончил с отличием в 1937 году школу в селе Коларовка.
С 1942 года, после окончания Днепропетровского института железнодорожного транспорта, работал помощником дорожного мастера, прорабом, инженером на Кировской железной дороге.
В 1944—1947 годах — начальник Медвежьегорской дистанции пути.
В 1948—1955 годах — начальник Сумпосадской дистанции пути.
В 1955—1958 годах — начальник Медвежьегорской дистанции пути, начальник службы пути Кировской железной дороги.
В 1959—1968 годах — начальник отделения пути Петрозаводского отделения Октябрьской железной дороги.
В 1968—1979 годах — главный инженер Петрозаводского отделения Октябрьской железной дороги.